# Samostan Batalha
Samostan Djevice Marije u Batalhi (portugalski: Monasterio de Santa Maria da Vitória) je dominikanski rimokatolički samostan u gradu Batalha, u središnjem Portugalu. On je jedan od najboljih primjera kasnogotičke arhitekture i originalnog portugalskog manuelinskog stila koji se očituju istaknutim zabatima, tornjevima, filijalama i kontraforima, te je postala simbolom nacionalnog ponosa. Zbog njegove umjetničke i povijesne važnosti, upisan je na UNESCO-ov popis mjesta svjetske baštine u Europi 1983. godine.

## Povijest i odlike
Samostan je započeo portugalski arhitekt Afonso Domingues nakon što je Ivan I. Portugalski izvojevao pobjedu nad Kastiljcima u bitki kod Aljubarrote 1385. godine, a pred koju se zavjetovao Gospi da će joj u slučaju pobjede podići samostan. Gradnju je nastavio Francuz David Huguet, koji je od 1402. do 1438. godine izgradio i kapelu u kojoj su sahranjeni osnivač samostana, Ivan I. Portugalski, njegova žena Filipa od Lancastera i njihov sin, ali nije dovršio oktagonalni mauzolej kralja Edvarda I.
Tijekom vladavine Alfonsa V. (1438. – 81.) portugalski arhitekt Fernao da Évora je dogradio samostan u otmjenom i strogom stilu. Majstor manuelinskog stila, Mateus Fernades Stariji, je uredio vijence na arkadama kraljevskog klaustra i nastavio je graditi kapele u oktagonu. Gradnju samostana je financiralo sedam kraljeva, dok kralj Ivan III. Portugalski (1521. – 57.) nije naposljetku odustao financirati njegovo dovršenje 1517. godine, kako bi se posvetio Jeronimitskom samostanu u Lisabonu, te su oktogonalne kapele ostale nedovršene.
Samostan je neznatno oštećen u potresu 1755. godine, a 1811. godine su ga opljačkale i zapalile francuske trupe Andrea Massene. Godine 1834. su ga dominikanci napustili, da bi 1840. godine otpočela obnova. Godine 1907. je proglašen nacionalnim spomenikom, a od 1980. je muzej.
- Oktogonalne kapele
- Bočni pogled na samostan iza skulpture Nuna Álvaresa Pereire
- Detalj glavnog portala
- Glavni brod (arhitektura)
- Oltar
- Grob kralja Ivana I. Portugalskog
- Ulaz u nedovršene kapele
- Nedovršene kapele
- Pogled kroz peristil klaustra Ivana I.
- Pogled iz klaustra na refektorij

## Vanjske poveznice
- Trodimenzionalna slika samostana
- Fotografije samostana Batalha (engl.)